# Кубок Монте Кларка
Кубок Монте Кларка — международный клубный турнир по американскому футболу. В разные годы в турнире выступали команды из Беларуси, России, Украины, Литвы и Эстонии. Соревнование было основано под названием Восточная лига американского футбола в 2012 году. Первым победителем стали московские «Медведи», обыгравшие в финале минских «Литвинов».
В 2017 году турнир был реорганизован и получил название в честь Монте Дейла Кларка, который приехал в 1991 году в Беларусь из США и безвозмездно помогал развитию американского футбола. Одной из предпосылок к созданию турнира являлось отсутствие регулярного чемпионата Беларуси. Призовой фонд турнира в 2017 году составил 5000 долларов. Последний розыгрыш прошёл в 2018 году, а его победителем стал московские «Спартанцы», которые увезли призовой фонд в размере 7000 долларов. Общие расходы организаторов составили 45 000 долларов. Лучшим игроком турнира 2018 года был признан Максим Черепивский.
В 2019 и 2020 годах турнир проходил по правилам арена-футбола. Обладателями Кубка Монте Кларка в эти годы становились «Зубры» (Минск) и «Оружейники» (Петрозаводск).

## Результаты
| Год                                  | Победитель                | Счёт    | Финалист                  |
| ------------------------------------ | ------------------------- | ------- | ------------------------- |
|                                      |                           |         |                           |
| Восточная лига американского футбола |                           |         |                           |
| 2012                                 | Медведи (Москва)          | 30 — 25 | Литвины (Минск)           |
| 2013                                 | Зубры (Минск)             | 62 — 13 | Литвины (Минск)           |
| 2014                                 | Литвины (Минск)           | 24 — 0  | Медведи (Москва)          |
| 2015                                 | Литвины (Минск)           | 21 — 0  | Медведи (Москва)          |
| 2016                                 | Рыси (Витебск)            | 20 — 0  | Ястребы (Калининград)     |
|                                      |                           |         |                           |
| Кубок Монте Кларка                   |                           |         |                           |
|                                      |                           |         |                           |
| 2017                                 | Зубры (Минск)             | 42 — 6  | Титаны (Тарту)            |
| 2018                                 | Спартанцы (Москва)        | 44 — 24 | Киев Кэпиталз             |
|                                      |                           |         |                           |
| Кубок Монте Кларка (арена-футбол)    |                           |         |                           |
|                                      |                           |         |                           |
| 2019                                 | Зубры (Минск)             | 27 — 13 | Оружейники (Петрозаводск) |
| 2020                                 | Оружейники (Петрозаводск) | 14 — 7  | Железные Волки (Вильнюс)  |